# Ceyrat
Ceyrat är en kommun i departementet Puy-de-Dôme i regionen Auvergne-Rhône-Alpes i centrala Frankrike. Kommunen ligger i kantonen Beaumont som tillhör arrondissementet Clermont-Ferrand. År 2022 hade Ceyrat 6 548 invånare.

## Befolkningsutveckling
Antalet invånare i kommunen Ceyrat
| Referens: INSEE |